# 朽網親満
朽網 親満（くたみ ちかみつ）は、戦国時代の武将。大友氏の家臣。

## 生涯
元服の際は、父同様、初めの主君である大友政親（親繁の長男）から偏諱を賜り親満と名乗る。政親が亡くなって翌年の明応6年（1497年）に加判衆となる。
永正元年（1504年）、菊池能運が病死し肥後国守護をめぐる争いが起きた。これに乗じて肥後への干渉を企図した大友親治・義長父子は相良長毎らと共に阿蘇惟長（菊池武経）を擁立、朽網親満をその衛にあてた。永正5年（1508年）、親満は排除した菊池政隆を攻めたて、翌年自害に追い込んでいる。
永正9年（1512年）の小田原右京助への知行宛行連署奉書の署判を最後に、加判衆としての活動は絶える。大友義長から大友親安（のちの義鑑）への家督継承に不満を持っていたと推測される。
永正13年（1516年）8月、田染荘政所の古庄治重父子が府内に召し出され、謀叛の疑いで監禁された。
父子はかろうじて脱出に成功し、宇佐宮番長だった永弘氏輔の館に入った。古庄の上官だったため自身にも嫌疑をかけられていることを知った親満は、道場寺（現在の行橋市）に逃亡・潜伏。一党は高勝寺（玖珠城）や松木山城などに立て籠ったが攻略され、宇佐郡の大副村（現在の院内町）で数十人が宇佐郡代の佐田氏らに討ちとられた。
ここに至り、親満は吉弘新兵衛親就を使者に立て、国東郡の田原親述・政定兄弟や佐伯氏らと共に大野・直入・玖珠郡の勢力を集め大友親綱の子大聖院宗心を擁立し家督を奪取せんと主張。反乱の準備に取りかかり、一万田六郎（一萬田常泰か）、吉弘新兵衛、小田原兵部、倉成縫殿らと協議、国外へ追放されていた田原の帰国を待った。しかし、田原や宗心の態度は消極的であった。
このため、古庄治重・吉弘新兵衛らは宗心擁立を断念するよう進言したが親満は拒否、道場寺から伊良原へ移動した。
永正15年（1518年）高崎山城にて蜂起したが、大友義長・義鑑らの討伐軍に敗れて秋月・太宰府方面へ逃亡した。その後の詳細は不明である。
反乱の手筈は、佐伯氏と（妻が佐伯氏の娘で姉妹である）親述、親満の三者で府内を包囲するというものであったらしい。しかし、宗心の大友宗家への執心が薄れていたことと、親述の情勢把握の甘さなどによって、親満は梯子を外される格好になってしまった。
朽網氏の家督は、入田氏から入った鑑康が継いだ。